# Anopheles introlatus
Anopheles introlatus (antes Anopheles balabacensis introlatus) es un mosquito culícido, el principal vector del Plasmodium cynomolgi (una malaria de simios) en Malasia.